# Hermann Platz
Hermann Platz (* 19. Oktober 1880 in Offenbach an der Queich; † 4. Dezember 1945 in Düsseldorf) war ein deutscher Romanist, Autor und Kulturphilosoph.

## Leben und Werk
Platz machte in Landau in der Pfalz Abitur und studierte in Würzburg, München und Münster zuerst Theologie, dann Philologie (Germanistik, Anglistik und Romanistik). Er promovierte 1905 germanistisch in Münster mit der Dissertation Über lautlich-begriffliche Wortassimilationen. Beiträge zur sogenannten Volksetymologie besonders aus dem Gebiete des Rheinfränkischen und war Gymnasiallehrer in Düsseldorf und Bonn. Er habilitierte sich mit der Sammelschrift Geistige Kämpfe im modernen Frankreich 1922 und war ab 1926 ordentlicher Honorarprofessor der Rheinischen Friedrich-Wilhelms-Universität Bonn mit einem Lehrauftrag für französische Geistes- und Gesellschaftsgeschichte, der ihm am 23. März 1935 von den Nationalsozialisten entzogen wurde.
Unter dem Einfluss von Marc Sangnier, Carl Sonnenschein und Herman Schell war Platz ein bedeutender demokratisch-pazifistischer Reformkatholik mit dem Ideal der europäischen Einigung. Er engagierte sich im Widerstand gegen den Nationalsozialismus und war nach Mai 1945, unter Besatzungsrecht, für eine kurze Zeit Leiter der Kulturabteilung der Provinz Nordrhein mit Dienstsitz in Düsseldorf.
Unter Einwirkung von Alois Dempf gründete Platz 1925 die Zeitschrift Abendland. Deutsche Monatshefte für europäische Kultur, Politik und Wirtschaft, die bis 1930 bestand. Ab 1929 gab er die Reihe „Studien zur abendländischen Geistes- und Gesellschaftsgeschichte“ heraus.
Er war Mitglied der katholischen Studentenverbindungen KDStV Markomannia Würzburg (seit 1900) sowie zeitweise der KDStV Aenania München und der VKDSt Saxonia Münster, alle im CV.

## Werke
- Die Früchte einer sozialstudentischen Bewegung, Mönchengladbach 1913
- Im Ringen der Zeit. Sozialethische und sozialstudentische Skizzen, Mönchengladbach 1914
- Krieg und Seele. (3 Kapitel) Mönchengladbach 1916; 2. Auflage: Zeitgeist und Liturgie, 1921
- Zwischen heute und morgen. Hinweise und Hoffnungen, Habelschwerdt 1923
- Deutschland – Frankreich und die Idee des Abendlandes, Köln 1924
- Um Rhein und Abendland, Burg Rothenfels 1924
- Großstadt und Menschentum, Kempten 1924
- Aspects religieux de la France contemporaine, (2 Bände), Bielefeld 1927
- Das Religiöse in der Krise der Zeit, Einsiedeln 1928
- L’Eglise et l’état en France, Bielefeld 1929
- Le Moyen âge français, Münster 1929
- Deutschland und Frankreich. Versuch einer geistesgeschichtlichen Grundlegung der Probleme, Frankfurt a. M. 1930
- (Hrsg.) Poésies religieuses des modernes, Bielefeld 1931
- (Hrsg. mit Maria Beermann) Die Wissenschaft als Religion im 19. Jahrhundert in Frankreich, Düsseldorf 1932
- (Hrsg. mit Maria Beermann) Religiöse Stimmen aus dem modernen Frankreich (1880–1914), Düsseldorf 1932
- (mit Artur Poch und Paul Kämmer) Erwerbung, Einübung, Befestigung des Wortschatzes, Frankfurt a. M./Marburg 1932
- Der geistige Umbruch in Frankreich, Breslau 1932
- Pascal. Der um Gott ringende Mensch, Dülmen 1937
- Freundschaft als Leben, Limburg 1940
- Pascal in Deutschland, Colmar 1900, 1944, Salzburg 1990